# LaWanda Page
LaWanda Page (Cleveland, Ohio, 19 de octubre de 1920 - Los Ángeles, California, 14 de septiembre de 2002) fue una actriz estadounidense, conocida principalmente por su interpretación de Esther Anderson en la sitcom Sanford and Son.

## Biografía
Su verdadero nombre era Alberta Peal, y nació en Cleveland (Ohio), aunque se crio en San Luis (Misuri). 
Page empezó su carrera en el mundo del espectáculo trabajando en pequeños nightclubs, en los que era anunciada como "The Bronze Goddess of Fire". 
Más adelante, fue convencida por su amigo Redd Foxx para actuar como humorista en solitario. Grabó varios discos en vivo con sus actuaciones para el sello Laff Records a finales de la década de 1960 e inicios de la de 1970. Aprovechando su fama televisiva, uno de los álbumes, un disco de oro llamado Watch it, Sucka!, recibió el título en referencia a una frase dicha por su personaje Esther Anderson en la serie Sanford and Son. 
Además de en Sanford and Son, Page también actuó en varios episodios del show de Dean Martin Celebrity Roasts, y a lo largo de las siguientes dos décadas fue artista invitada en otros programas televisivos, incluyendo Amen, Martin, 227, Cosas de casa, y Diff'rent Strokes. 
A principios de la década de 1990 participó en varios temas del álbum de debut de RuPaul, titulado Supermodel of the World, destacando el éxito Supermodel (You Better Work). También actuó en varios vídeos de canciones del mismo. 
Poco antes de fallecer actuó en una serie de comerciales  humorísticos de Church's Chicken repitiendo la frase "Gotta love it!" Entre sus interpretaciones para el cine figuran las que hizo en el film de Steve Martin My Blue Heaven, un cameo en Friday, y un papel en Don't Be a Menace to South Central While Drinking Your Juice in the Hood.
LaWanda Page falleció a causa de una diabetes en 2002, en su residencia en Hollywood, en la ciudad de Los Ángeles, California. Fue enterrada en el Cementerio Inglewood Park de Inglewood, California.